# 망나니 (영화)
"망나니"는 한국에서 제작된 변장호 감독의 1974년 영화이다. 백일섭 등이 주연으로 출연하였고 강대진 등이 제작에 참여하였다. 나중에 1993년 살어리랏다라는 제목의 리메이크 작품이 만들어졌다.

## 출연

### 주연
- 백일섭
- 박지영
- 김무영